# Neocypholaelaps
Neocypholaelaps es un género  de ácaros perteneciente a la familia Ameroseiidae.

## Especies
Neocypholaelaps Vitzthum, 1943
- Neocypholaelaps amupullula (Berlese, 1910)
- Neocypholaelaps apícola Delfinado-Baker & Baker, 1983
- Neocypholaelaps cocos Evans, 1963
- Neocypholaelaps ewae Haitlinger, 1987
- Neocypholaelaps phooni Baker & Delfinado-Baker, 1985